# Свети Георги (Дели Хасан)
Вижте пояснителната страница за други значения на Свети Георги.
Бутковският манастир „Свети Георги“ (на гръцки: Ἁγίου Γεωργίου Μοναστηρακίου или Μπουτκόβου) е българска възрожденска православна манастирска църква в село Дели Хасан (Монастираки), Егейска Македония, Гърция, част от Валовищката епархия.
Църквата е изградена на хълм край селото в XIX век. От манастира е запазен единствено католиконът. В архитектурно отношение църквата представлява трикорабна куполна базилика с полукръгла апсида на изток и отворен трем от юг и запад. Прозорците са украсени с гранит, а двете врати имат изящни мраморни каси. Строителството на църквата завършва в 1834 година. На иконостаса има икони от XIX век. Интериорът е изписан в 1858 година. Манастирът е база на гръцките андарти по време на Гръцката въоръжена пропаганда в Македония в началото на XX век.
В 1992 година храмът е обявен за защитен паметник на културата.